# Tallsäckspinnare
Tallsäckspinnare (Siederia listerella) är en fjärilsart som först beskrevs av Carl von Linné 1758.  Tallsäckspinnare ingår i släktet Siederia, och familjen säckspinnare. Arten är reproducerande i Sverige.